# Irina Davidova
Irina Andrejevna Davidova (rusko Ирина Андреевна Давыдова), ruska atletinja, * 27. maj 1988, Aleksandrov, Sovjetska zveza.
Nastopila je na poletnih olimpijskih igrah leta 2012, ko se je uvrstila v polfinale teka na 400 m z ovirami. Na evropskih prvenstvih je v isti disciplini osvojila naslov prvakinje leta 2012 in bronasto medaljo leta 2014. 